# Feliks Paweł Jarocki
Feliks Paweł Jarocki (14. ledna 1790, Pacanów – 25. března 1865, Varšava) byl polský zoolog a entomolog.

## Životopis
Jarocki byl doktorem svobodných umění a filozofie. Uspořádal a spravoval zoologický kabinet Varšavské univerzity v letech 1819 až 1862. Základem kolekce byla sbírka barona Sylwiusze Minckwitze, která měla 20 000 exponátů. Jarocki ji obohacoval nákupy a vědeckými expedicemi do východního Polska a na Ukrajinu. Doplňoval také zoologickou knihovnu. Při jeho odchodu do důchodu bylo ve sbírce zastoupeno 65 690 druhů, a knihovna měla 2 000 svazků. Jeho nástupcem se stal Władysław Taczanowski.
Jarocki byl autorem Zoologia czyli zwierzętopismo ogólne podług naynowszego systemu ułożone (1821).
V září 1828 ho na vědecký kongres do Berlína doprovázel mladý Chopin..